# Jack London - La mia grande avventura
Jack London - La mia grande avventura, anche chiamato L'avventura del Grande Nord, è un film di avventura del 1973 diretto da Angelo D'Alessandro.

## Trama
Narra del viaggio di Jack London, romanziere americano, che nel 1897 insieme a 4 amici cerca di raggiungere Dawson nell'Alaska canadese in cerca d'oro.

## Distribuzione
La pellicola è stata distribuita in Italia a partire dal 24 novembre 1973.